# Вахтангов, Сергей Евгеньевич
Сергей Евгеньевич Вахтангов (15 января 1907, Владикавказ — 6 июля 1987, Москва) — советский архитектор. Лауреат Премии Совета Министров СССР. Сын театрального режиссёра Е. Б. Вахтангова.

## Биография
Сергей Вахтангов родился 15 января 1907 года во Владикавказе. В 1930 году окончил ВХУТЕМАС-ВХУТЕИН со званием архитектора.
Начал трудовую деятельность в конце 1920-х годов. С 1930 года работал в Промстройпроекте, где вместе с М. Г. Бархиным по заказу В. Э. Мейерхольда выполнил проект театра на площади Маяковского (здание было достроено без участия авторов как концертный зал имени П. И. Чайковского). В театре В. Э. Мейерхольда работал над конструкциями спектаклей «Командарм-2» И. Л. Сельвинского, «Последний решительный» В. В. Вишневского, «Список благодеяний» Ю. К. Олеши, «Баня» В. В. Маяковского (вместе с А. А. Дейнекой).
Работал в области промышленной архитектуры. Учился у братьев Весниных и М. Я. Гинзбурга. Работал главным архитектором в мастерской братьев Весниных. С 1949 по 1961 год — главный архитектор проекта в архитектурно-проектной мастерской имени академика В. А. Веснина. С 1961 по 1970 год — главный архитектор архитектурно-проектной мастерской № 13 Моспроекта-1, занимавшейся застройкой территории Ждановского, Волгоградского и Люблинского районов Москвы. С 1930-х годов преподавал в Московском архитектурном институте.
Член КПСС с 1944 года. В 1952 году окончил Университет Марксизма-Ленинизма. С 1963 по 1970 год избирался депутатом и членом исполкома Ждановского района Москвы.
Член Союза архитекторов СССР с 1933 года. Член правления Московского отделения Союза архитекторов (МОСА) с 1951 года. В правлении МОСА был заместителем председателя комиссии по присуждению почётных званий и премий.
С 1970 года — персональный пенсионер. В 1971—1982 годах работал в мастерской имени академика В. А. Веснина.
Профессионально занимался живописью.
Умер 6 июля 1987 года. Похоронен на Новодевичьем кладбище рядом с отцом (участок 2, ряд 11, место 22).

## Семья
- Жена — Ольга Давыдовна Вахтангова (1919—1983) — архитектор[5]
  - Сын — Евгений Сергеевич Вахтангов (1942—2018) — художник

## Реализованные проекты
- Главный корпус санатория имени Орджоникидзе в Кисловодске (1930-е, с соавторами)[1]
- НИИ в Москве[1]
- НИИ нефтяников в Уфе[1]
- Дворец культуры в Самаре[1]
- Дворец культуры в Октябрьском[1]
- Планировка и застройка «городка нефтяников» в Самаре[1]
- Комплекс учебных заведений Института управления имени Орджоникидзе в Москве (премия Совета Министров СССР)[1]

## Награды
- Премия Совета Министров СССР[1][4]
- Орден Красной Звезды[3]
- Орден «Знак Почёта»[3]